# زینتزونتزن، میچکان
زینتزونتزن، میچکان (به اسپانیایی: Tzintzuntzan, Michoacán) یک منطقهٔ مسکونی در مکزیک است که در میچوآکان واقع شده‌است.

## خصوصیات
زینتزونتزن ۱۶۵٫۱۵ کیلومترمربع مساحت و ۱۲٬۲۵۹ نفر جمعیت دارد و ۲٬۰۵۰ متر بالاتر از سطح دریا واقع شده‌است.